# Perfil aerodinámico Clark Y

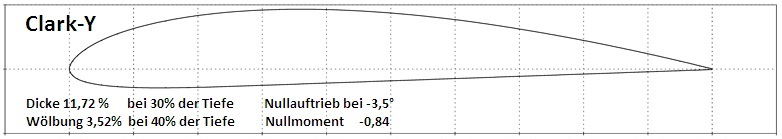
Perfil Clark-Y, 11,7 %

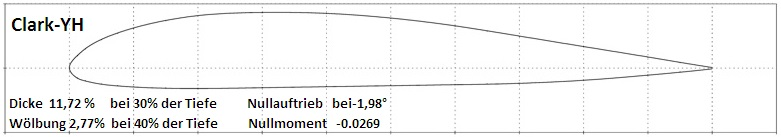
Perfil Clark-YH, 11,7 %

Clark Y es el nombre de un perfil de aerodinámica particular, ampliamente utilizado en diseños de aeronaves de uso general, y muy estudiado en aerodinámica a lo largo de los años. El perfil fue diseñado en 1922 por Virginius E. Clark utilizando la distribución de espesor del perfil aerodinámico Goettingen 398 desarrollado en Alemania. El perfil aerodinámico tiene un espesor del 11,7 por ciento y es plano en la superficie inferior a partir del 30 por ciento de la cuerda. La parte inferior plana simplifica las mediciones de ángulo en las hélices y facilita la construcción de las alas.
Para muchas aplicaciones, el Clark Y ha sido una sección de perfil aerodinámico adecuada; ofrece un rendimiento general razonable en cuanto a su relación entre sustentación y resistencia, y tiene características de pérdida de sustentación suaves y relativamente benignas. La superficie inferior plana no es óptima desde el punto de vista aerodinámico, y rara vez se utiliza en los diseños modernos.
El perfil aerodinámico Clark YH es similar, pero con un borde de salida reflejado (doblado hacia arriba) que produce un momento de cabeceo más positivo, lo que reduce la carga horizontal de la cola necesaria para equilibrar un avión.

## Aplicaciones

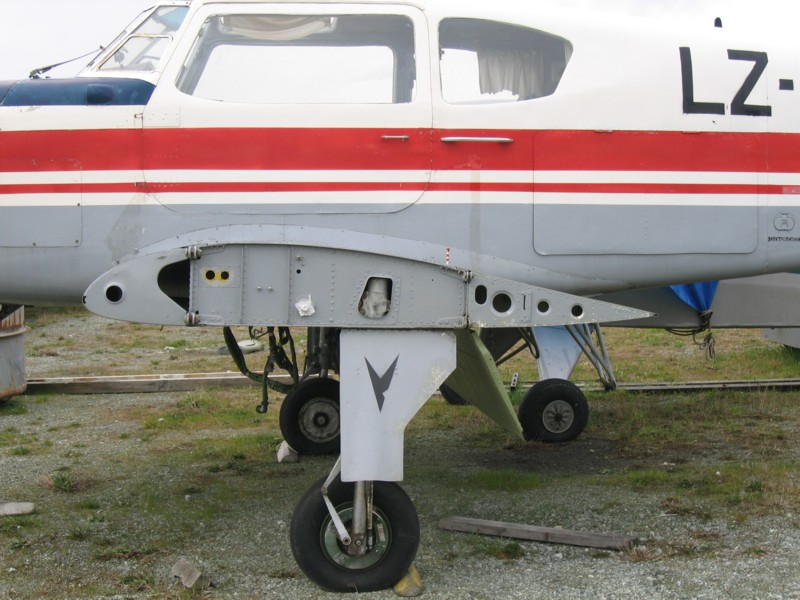
Sección Clark YH del ala de una avioneta Yak-18T

### Aviones
El Lockheed Vega y el Spirit of St. Louis son dos de los aviones más conocidos que utilizan el perfil Clark Y, mientras que el Ilyushin Il-2 y el Hawker Hurricane son ejemplos de usuarios producidos en masa del Clark YH.
El avión de demostración de tecnología furtiva Northrop Tacit Blue también utilizó un Clark Y. El Clark Y fue elegido porque su fondo plano encajaba bien con el objetivo de diseño de una baja sección transversal de radar.

### Aeromodelos
La Clark Y ha sido muy apreciada para la construcción de maquetas de aviones, gracias al rendimiento de vuelo que ofrece la sección en flujos de aire de número de Reynolds medio. Las aplicaciones van desde planeadores de vuelo libre hasta maquetas a escala de aviones de radio control multimotor.
La Clark Y es atractiva por su superficie inferior casi plana, que ayuda en la construcción de alas en planos montados en una tabla de construcción plana. Los modelistas sin experiencia son más capaces de construir modelos de aviones que proporcionan un buen rendimiento de vuelo con características de pérdida benignas.

### Coches
Se utilizó un perfil aerodinámico Clark Y invertido en los alerones del Dodge Charger Daytona y el Plymouth Superbird. 

## Aviones
Algunos de los aviones más conocidos que utilizan la Clark Y y la YH:
Clark Y
- Aeronca 50 Chief
- Avia B.122
- Consolidated PT-1 Trusty a Fleet Fawn (todos los diseños intermedios utilizaban la misma sección)
- Curtiss P-6 Hawk (la mayoría de los Curtiss Hawk utilizaban la misma sección)
- Heath Parasol
- Lockheed Vega a Orion (todos los diseños intermedios utilizaban la misma sección)
- Polikarpov R-5
- Ryan Brougham y tipos relacionados, incluido el Spirit of St. Louis
- Stinson Reliant
- Vultee V-11
- Waco Standard y Custom Cabin series

Clark YH
- Currie Wot
- Hawker Hurricane
- Ilyushin Il-2 y Il-10
- Mikoyan-Gurevich MiG-1 y MiG-3
- Miles Magister
- Nanchang CJ-6
- Polikarpov I-153
- Potez 39
- Stolp SA-900 V-Star
- Yakovlev Yak-1, 3 y 9
- Yakovlev Yak-50